# Giovane Europa (1941)
La Giovane Europa è stata un'associazione politica ideata da un gruppo di giovani intellettuali baresi accomunati da una chiara posizione democratica di orientamento liberal-socialista che rifiutava esplicitamente l’ideologia e la prassi del Fascismo e le leggi razziali.
Agendo come movimento politico organizzato, ed ispirandosi idealmente alla omonima Giovine Europa costituita nel 1834 da Giuseppe Mazzini, intendeva promuovere il superamento dei nazionalismi imperanti, con la creazione per iniziativa popolare di uno Stato federativo sovra-nazionale, che potesse garantire una intesa fraterna tra popoli liberi ed uguali.
Fu costituita nel novembre 1941, in forma clandestina e con solenne giuramento nella casa di famiglia di Michele Cifarelli, in Bari.